# Temporada da NFL de 1945
A Temporada de 1945 da NFL foi a 26ª temporada regular da National Football League. O Pittsburgh Steelers e o Chicago Cardinals retornaram as suas atividades normais.
O Brooklyn Tigers e o Boston Yanks juntaram-se por esta única temporada. O time combinado, conhecido como The Yanks, jogaram metada de seus jogos como mandante em cada cidade. Após o proprietário do Brooklyn Tigers, Dan Topping, anunciar suas intenções de juntar-se a nova All-America Football Conference, seu time da NFL foi imediatamente revogado após o final da temporada e todos seus jogadores transferidos para o Boston Yanks.
A temporada se encerrou quando o Cleveland Rams derrotou o Washington Redskins no NFL Championship Game.

## Draft
O Draft para aquela temporada foi realizado no Hotel Comodore em Nova Iorque em 6 de Abril de 1945. E, com a primeira escolha, o Boston Yanks selecionou o halfback, Charley Trippi, futuro membro do Pro Football Hall of Fame da Universidade da Geórgia.

## Principais mudanças nas regras
- As linhas de marcação que ficam dentro do campo foram movidas mais pertas para o centro do campo, 20 jardas de distância das linhas laterais.
- O jogador que esticar seus braços debaixo do Center deve receber o snap ou o time ofensivo será penalizado por um saída falsa.
- Quando um snap é derrubado pelo jogador a receber e a bola então toca o chão, é legalmente um fumble.
- Durante uma tentativa de ponto extra, a bola é colocada na linha de 2 jardas, mas o ataque pode optar colocar a bola mais longe da linha de gol.
- Após um punt chutado cruzar a linha de scrimmage, o time que estiver chutando pode recuperar a bola se ela tocar um membro do time que está recebendo antes deles recuperarem a posse da bola.

## Disputa pelo título nas divisões
Na Divisão do Leste, o Yanks estava invicto (2-0-1) até a  Semana 4; no seu único jogo no Yankee Stadium (14 de Outubro), eles lideravam por 13-10 até o Giants empatar com 13-13. Na Semana 5, a derrota dos Yanks de 38-14 para Green Bay, pôs o Yanks com 2-1-1, empatando então com  Washington (com 2-1-0), enquanto na disputa do Oeste, o Rams chegou a 4-0-0 após uma vitória de 41-21 sobre o Bears. Na Semana 6, na metade da temporada de dez jogos, ambos Boston e Washington venceram, colocando-os em 3-1-1 e 3-1-0.  A derrota do Rams por 28-14 para o Eagles, junto com as vitórias do Lions e Packers, empataram todos times com 4-1-0 no Oeste. Na Semana 7, um bloqueio de uma tentativa de ponto extra deu a Detroit uma vitória de 10-9 em Boston, mantendo o Lions empatado com o Rams (5-1-0) na liderança do Oeste, enquanto isso levava o Yanks a 3-2-1 e com um jogo a mais do Redskins que tinha 4-1-0. Na Semana 9, o Rams assumiu a liderança no Oeste após uma vitória de 35-21 sobre o Cardinals, enquanto o Lions perdeu de 35-14 para o Giants.
Na Semana 10,  o 7-1 Rams e o 6-2 Lions se enfretaram no dia do Thanksgiving Day em Detroit.  Para o Lions, era necessária a vitória, mas perderam por 28-21; com 8-1-0, o Rams se garantiu como líder da divisão. Dias depois, o Eagles com 5-2 recebeu o Redskins com 6-1, e a vitória do Eagles por 16-0 empatou ambos times em 6-2-0 na disputa pelo Leste. Na próxima semana, entretanto, o Eagles perdeu para o Gians por 28-21, enquanto o Redskins venceu o Steelers por 24-0.  A vitória de Washington por 17-0 sobre o Giants na próxima semana lhes deu a primeira posição na divisão.

## Classificação Final
V = Vitórias, L = Derrotas, E = Empates, PCT= Porcentagemd de vitórias, PF= Pontos Feitos, PC= Pontos Contra
Note: The NFL did not officially count tie games in the standings until 1972
| Eastern Division    |   |   |   |      |     |     |
| Time                | V | D | E | PCT  | PF  | PC  |
| Washington Redskins | 8 | 2 | 0 | .800 | 209 | 121 |
| Philadelphia Eagles | 7 | 3 | 0 | .700 | 272 | 133 |
| New York Giants     | 3 | 6 | 1 | .333 | 179 | 198 |
| Boston Yanks        | 3 | 6 | 1 | .333 | 123 | 211 |
| Pittsburgh Steelers | 2 | 8 | 0 | .200 | 79  | 220 |

| Western Division  |   |   |   |      |     |     |
| Time              | V | D | E | PCT  | PF  | PC  |
| Cleveland Rams    | 9 | 1 | 0 | .900 | 244 | 136 |
| Detroit Lions     | 7 | 3 | 0 | .700 | 195 | 194 |
| Green Bay Packers | 6 | 4 | 0 | .600 | 258 | 173 |
| Chicago Bears     | 3 | 7 | 0 | .300 | 192 | 235 |
| Chicago Cardinals | 1 | 9 | 0 | .100 | 98  | 228 |

## NFL Championship Game
- Cleveland 15, Washington 14, no Cleveland Stadium, em Cleveland, Ohio, 16 de Dezembro, 1945

## Prêmios
| Joe F. Carr Trophy (MVP) |  | Bob Waterfield, Quarterback, Cleveland |